# Daniel Plaan
Daniel Plaan, tidigare Planander, född 29 april 1630 i Vreta klosters församling, Östergötland, död 29 april 1691 i Stockholm, var en svensk ämbetsman.

## Biografi
Daniel Plaan föddes 1630 i Vreta klosters församling. Han var son till kyrkoherden Jonas Magni Planander i Horns församling och Catharina Palumbus. Plaan blev 1649 student vid Uppsala universitet och arbetade sedan som sekreterare hos hertig Johan Adolf. Han blev 7 december 1660 sekreterare i reduktionskollegium. Plaan adlades 18 augusti 1668 till Plaan och introducerades samma år i Sveriges riddarhus som nummer 789. Han blev 5 mars 1669 kommissarie i reduktionskollegium och 4 mars 1675 assessor i Svea hovrätt. Plaan avled 1691 i Stockholm och begravdes 20 december samma år i Edenberska graven i Uppsala domkyrka.

### Familj
Plaan gifte sig 17 mars 1669 med Gertrud Silfverström (1651–1728). Hon var dotter till assessorn Johan Otto Silfverström och Altea Eden. De fick tillsammans barnen Claes Plaan (1670–1670), Danile Plaan (1670–1670), extra ordinarie notarien Jonas Plaan (1672–1697) i Svea hovrätt, sekreteraren Daniel Plaan (1672–1731), Jakob Plaan (1674–1674), Altea Plaan (1675–1733) som var gift med bergsrådet Johan Bergenstierna, Christina Magdalena Plaan (1676–1721) som var gift med lagmannen Johan von Scheffer, Herman Plaan (1678–1678), löjtnanten Johan Plaan (1682–1709), revisionssekreteraren Edvard Plaan (1685–1733) och Gertrud Catharina Plaan (född 1686) som var gift med kommissarien Nils Hasselqvist.